# Mord Sighvatsson
Mord giga Sighvatsson (o Sigmundsson nórdico antiguo: Mǫrðr gígja ; su apodado significa giga/fídula, c. 900-968), fue un próspero vikingo de Höfðíngi, Rángárþíngi, Islandia en el siglo X. Era un acaudalado bóndi y jurista experto en la ley islandesa. Según la saga de Njál, era hijo de Sighvat el Rojo, sin embargo Landnámabók (Libro del asentamiento) afirma que era su nieto. Su hija Unna casó con un miembro del hird de Harald II de Noruega, Hrut Herjolfsson. Durante su estancia en Noruega, Hrut fue amante de la reina madre Gunnhild quien no conocía su compromiso matrimonial y cuando pretendió regresar a Islandia, la reina le maldijo con priapismo con el fin de arruinar su matrimonio. En la traducción de Sir George W. DaSent's (1861) interpreta que Unn y Hrut «no armonizaban como marido y mujer» y que Hrut «no era dueño de sí mismo».
Mord fue quien asesoró legalmente a su hija en los procedimientos, los testigos y la forma que debía actuar para anunciar su divorcio mientras Hrut estaba fuera de la isla. Tras el divorcio, Mord reclamó a Hrut la devolución de la dote en el althing, pero Hrut le replicó que por derecho la única forma de recuperarlo era aceptando un holmgang (duelo) que Mord rechazó porque Hrut era un formidable guerrero y él ya era anciano, aún a precio de ser públicamente humillado por ello.
Tras la muerte de Mord por enfermedad, Unna pidió a Gunnar Hámundarson que defendiera su causa en el althing, como así hizo asesorado por Njáll Þorgeirsson.
Más tarde Unna casaría con Valgarður Jörundsson y de esa relación, no bien recibida por todos, nacería el intrigante Mord Valgarsson que sería instigador de la muerte de Hoskuld Thrainsson y Gunnar.
Jesse Byock resalta la figura de Mord como una peculiaridad y excepción en la cultura vikinga basada en la muerte de enemigos, conquista de territorios, obtención de riquezas y esclavos. Al contrario, las sagas hablan que no había asunto legal donde Mord no estuviese involucrado y consiguió un nombre como caudillo por su excepcional conocimiento de la ley nórdica, no como un guerrero.
Como Mördur Sigmundsson es citado en la saga Flóamanna, y la saga de Laxdœla.